# Burcu Çetinkaya
Pas d'image ? Cliquez ici
Burcu Çetinkaya est une pilote de rallye turque, née le 19 mars 1981 à Istanbul.
Elle a remporté quatre fois le rallye de Turquie (d'Anatolie), comme féminine (2006, 2007, 2008 et 2010), et le rallye du Bosphore (d'Istanbul), toujours comme féminine, en 2005. Au rallye de Grande-Bretagne, elle remporte trois fois consécutivement la Coupe des Dames, en 2007, 2008, et 2009, sur Ford Fiesta. En 2008, elle est vainqueur de la Coupe Castrol Fiesta des Rallyes turque (et sur le podium final du Fiesta Sporting Trophy International), après avoir participé à la Coupe féminine VW Polo en 2005 et 2006.
Elle se place volontairement dans les pas de Michèle Mouton et participe actuellement au championnat du monde des rallyes des voitures de production (P-WEC).
Burcu a fait des études primaires et secondaires au Robert College (collège américain d’Istanbul) de 1992 à 1999, secondaires au Babson College de Boston de 1999 à 2001, et supérieures à l'Université Koç (en), en économie et en sociologie, en sortant diplômée en 2005. Elle parle le français, l'anglais, et l'allemand.
Elle fut également Championne de Turquie féminine de Snowboard en 2003, tant en slalom qu'en slalom géant.
En 2012 elle devient vice-championne du Qatar des rallyes sur Mitsubishi Lancer Evo IX, et remporte 5 victoires de classe (C3 / N3 / N2) alors. En 2013 elle dispute quatre épreuves du MERC.